# U-409
El submarí alemany U-409 va ser un submarí tipus VIIC de la Kriegsmarine de l'Alemanya nazi durant la Segona Guerra Mundial. Se li va posar la quilla el 26 d'octubre de 1940 a Danziger Werft, Danzig amb número de drassana 110, avarat el 23 de setembre de 1941 i posada en servei el 21 de gener de 1942 sota l'Oberleutnant zur See Hanns-Ferdinand Massmann.

## Disseny
Els submarins alemanys de tipus VIIC van ser precedits pels submarins de tipus VIIB més curts. L'U-409tenia un desplaçament de 769 tones (757 tones llargues) quan estava a la superfície i de 871 tones (857 tones llargues) mentre estava submergit. Tenia una longitud total de 67,10 m (220 peus 2 polzades), una longitud del casc a pressió de 50,50 m (165 peus 8 polzades), una mànega de 6,20 m (20 peus 4 polzades), una alçada de 9,60 m (31 peus 6 polzades) i un calat de 4,74 m (15 peus 7 polzades). El submarí estava propulsat per dos motors dièsel sobrealimentats de sis cilindres i quatre temps Germaniawerft F46, produint un total de 2.800 a 3.200 cavalls de potència (2.060 a 2.350 kW; 2.760 a 3.160 shp) per al seu ús a la superfície, dos motors elèctrics de doble efecte Siemens-Schuckert GU 343/38–8 que produïen un total de 750 cavalls de potència (75500 kW); shp) per utilitzar-lo submergit. Tenia dos eixos i dues hèlixs d'1,23 m (4 peus). El vaixell era capaç d'operar a profunditats de fins a 230 metres (750 peus).
El submarí tenia una velocitat màxima en superfície de 17,7 nusos (32,8 km/h; 20,4 mph) i una velocitat màxima submergida de 7,6 nusos (14,1 km/h; 8,7 mph). Quan estava submergit, el vaixell podia operar durant 80 milles nàutiques (150 km; 92 milles) a 4 nusos (7,4 km/h; 4,6 mph); mentre que a la superfície podia viatjar 8.500 milles nàutiques (15.700 km; 9.800 milles) a 10 nusos (19 km/h; 12 mph).
L'U-409 estava equipat amb cinc tubs de torpedes de 53,3 cm (21 polzades) (quatre muntats a la proa i un a la popa), catorze torpedes, un canó naval SK C/35 de 8,8cm (3,46 polzades), 220 projectils i un canó antiaeri C/30 de 2 cm (0,79 polzades). El vaixell tenia una tripulació de d'entre 44 i 60 oficials i mariners.

## Historial de serveis
La carrera del vaixell va començar amb l'entrenament a la 5a Flotilla de submarins el 21 de gener de 1942, seguida del servei actiu l'1 de setembre de 1942 com a part de la 9a Flotilla. L'any següent, es va traslladar a la 29a Flotilla per a operacions a la Mediterrània.
En sis patrulles va enfonsar quatre vaixells mercants, per un total de 24.961 tones brutes de registre (TRB), 1 vaixell mercant danyat de 7.519 TRB i un vaixell de guerra enfonsat mentre era transportat.

### Llopades
L'U-409 va participar en sis llopades, a saber:
- Vorwärts (25 d'agost - 2 de setembre de 1942)
- Streitaxt (20 d'octubre - 1 de novembre de 1942)
- Raufbold (11-18 de desembre de 1942)
- Sturmbock (21-26 de febrer de 1943)
- Wildfang (26 de febrer - 5 de març de 1943)
- Westmark (6-11 de març de 1943)

### Destí
L'U-409 va ser enfonsat el 12 de juliol de 1943 al nord-est d'Alger, a la posició 37° 12′ N, 04° 00′ E / 37.200°N,4.000°E, per càrregues de profunditat del destructor de la Royal Navy HMS Inconstant.

## Historial d'atacs
| Data                 | Nom            | Nationalitat  | Tonatge (GRT) | Destí    |
| -------------------- | -------------- | ------------- | ------------- | -------- |
| 30 d'octubre de 1942 | 'Bullmouth     | Regne Unit    | 7,519         | Danyat   |
| 30 d'octubre de 1942 | Silverwillow   | Regne Unit    | 6,373         | Enfonsat |
| 9 de març de 1943    | Malantic       | United States | 3,837         | Enfonsat |
| 9 de març de 1943    | Rosewood       | Regne Unit    | 5,989         | Enfonsat |
| 4 de juliol de 1943  | City of Venice | Regne Unit    | 8,762         | Enfonsat |
| 4 de juliol de 1943  | HMS LCE-14     | Royal Navy    | 10            | Enfonsat |